# Hellinsia novafriburgo
Hellinsia novafriburgo – gatunek motyla z rodziny piórolotkowatych.

## Taksonomia
Gatunek ten opisany został po raz pierwszy w 2016 roku przez Ceesa Gielisa na łamach „Boletín de la Sociedad Entomológica Aragonesa”. Jako lokalizację typową wskazano Novą Friburgo w brazylijskim stanie Rio de Janeiro.

## Morfologia
Motyl osiągający od 20 do 22 mm rozpiętości skrzydeł. Głowę ma jasnobrązową z kremowobiałą okolicą przyczułkową oraz krótko orzęsionymi, szarobrązowo-kremowobiałymi czułkami. Sterczące głaszczki wargowe są bladobrązowe z opadającymi łuskami białymi na pierwszym członie. Bladoszarobrązowy tułów ma jasnobrązowy kołnierz i bladoszarobrązowe tegule. Skrzydło przednie powcinane jest do ⅔ długości. Ubarwienie wierzchu ma bladobrązowoszare z brązowymi znakami, spodu jasnobrązowe z rozjaśnionymi wierzchołkami płatów, a strzępiny szarobrązowe z ciemniejszym maźnięciem w kącie analnym płata pierwszego. Skrzydło tylne jest bladobrązowoszare z wierzchu, jasnobrązowe od spodu, bladobrązowoszare na strzępinach i opatrzone ciemnordzawymi łuskami na żyłkach. Bladoszarobrązowy odwłok ma na grzbietowej stronie rozproszone jasnobrązowe łuski i brązowe kropki.
Samiec ma niesymetrycznie zbudowane walwy – lewa jest zaopatrzona w kolec sakularny osiągający połowę jej długości oraz krótki cierniowaty wyrostek, prawa natomiast nie ma wyrostka sakularnego. Poza tym jego genitalia cechują się dwupłatowym tegumenem, krótkim unkusem długości połowy tegoż, szeroką i zaokrągloną jukstą z dwoma niesymetrycznymi ramionami anellusa, wstęgowatym i nieznacznie pośrodku rozszerzonym winkulum oraz łagodnie zakrzywionym i ostro zakończonym edeagusem bez cierni.
Genitalia samicy mają lejkowate kolikulum o długości równej szerokości łagodnie wypukłego ostium, zaopatrzone w parę dobrze wykształconych sklerytów podłużnych. Torebka kopulacyjna jest krótka i pęcherzowata, pozbawiona znamienia, o prawie prostym i dwukrotnie dłuższym od kolikulum przewodzie. Przewód nasienny jest cienki, trzykrotnie dłuższy od torebki. Płytki postwaginalnej brak, natomiast wąsko-listwowata płytka antewaginalna jest rozszerzona pośrodku i opatrzona parą cierniopodobnych wyrostków w części dogłowowej. Przydatki przednie nie występują, natomiast przydatki tylne nieco przekraczają długości wąskich warg pokładełka.

## Ekologia i występowanie
Owad neotropikalny, endemiczny dla Brazylii, znany tylko z miejsca typowego. Spotykany na rzędnych 1100 m n.p.m. Osobniki dorosłe latają w listopadzie.